# Батомаљ
Батомаљ је насељено место у саставу општине Башка, на острву Крку у Приморско-горанској жупанији, Република Хрватска.

## Историја
До територијалне реорганизације у Хрватској налазио се у саставу старе општине Крк.

## Становништво
На попису становништва 2011. године, Батомаљ је имао 141 становника.